# Анна Диманте
Анна Диманте (латгальск. Anna Dimaņte; 1908—2002) ― латгальска емігрантська публіцистка і письменниця.

## Біографія
Народилася 10 листопада 1908 року в родині Аполонії та Донотаса Великих у Ліксненській волості. Закінчила 1-шу латиську початкову школу в Даугавпілсі (1926), Латвійську сільськогосподарську школу в Малнаві (1930) та сільськогосподарський факультет Латвійського університету (1938). Під час Другої світової війни працювала вчителькою в Аглоні. 1951 року Диманте переїхала до Де-Мойну (США), де працювала вчителькою. Була редактором «Tāvu zemis kalendara» (1986—1990).
Її перші публікації ― «Čekists» та «Par moz» були опубліковані в журналі «Dzeive». Повість «Aizšautī putni», опублікована в газеті «Latgolas Bolss» у 1967 році, змальовує життя біженців у таборі для переміщених осіб у Німеччині, еміграцію до США та початок нового життя на чужині. Поезія зібрана у збірці «Vālī zīdi» (1996). Творчість, особливо поезія, відображає почуття вигнанця та його тугу за батьківщиною.
Померла у 2002 році у віці 93 років у Де-Мойні.